# Gränsen mellan Norge och Sverige
| Så här ser skyltarna ut som markerar Sverige vid gränsen |  | Så här ser skyltarna ut som markerar Norge vid gränsen |
| Så här ser skyltarna ut som markerar Sverige vid gränsen |  | Så här ser skyltarna ut som markerar Norge vid gränsen |

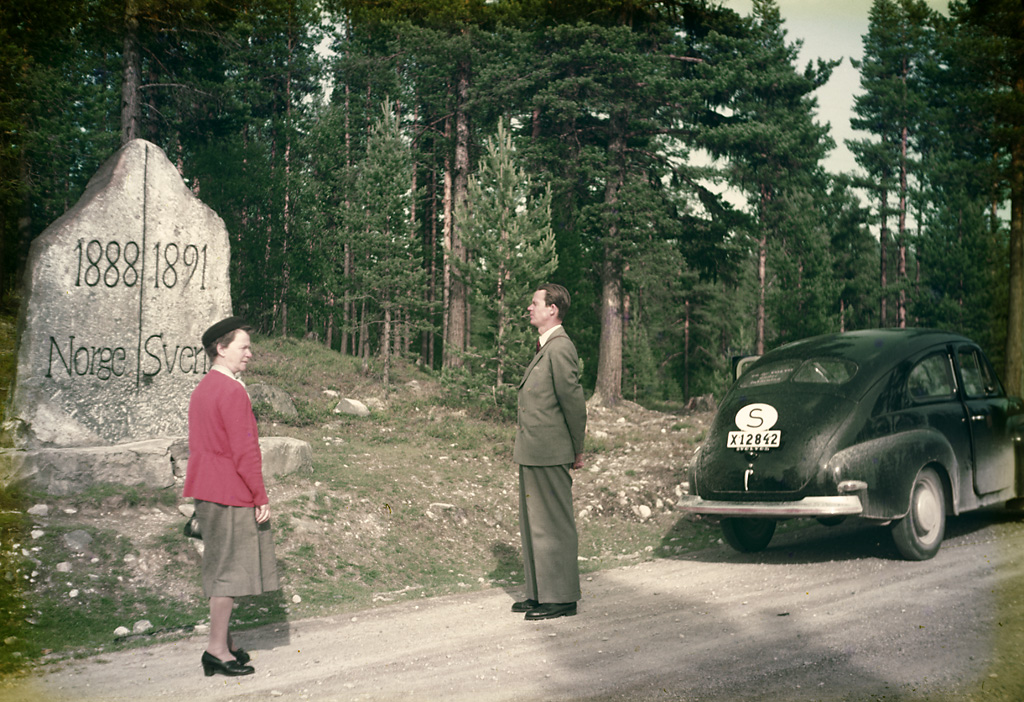
Gränsen vid Älvdalen, 1948. Foto: Fredrik Bruno

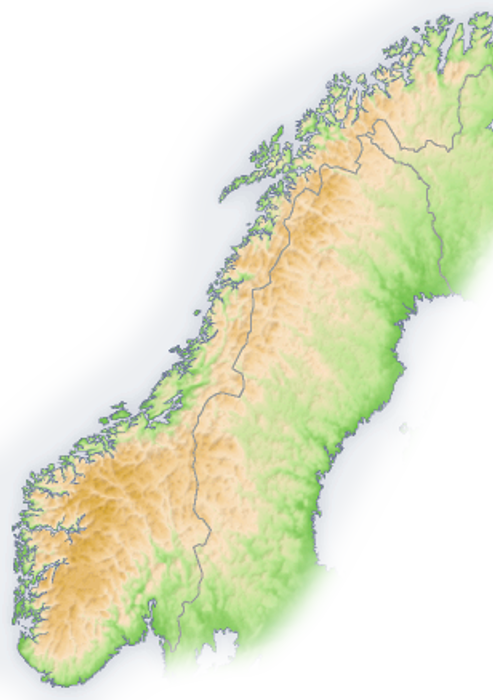
Gränsen mellan Norge och Sverige.

Gränsen mellan Norge och Sverige är en 1 630 kilometer lång statsgräns mellan Sverige och Norge. Den följer i huvudsak vattendelaren i Skanderna, mellan Svinesund och Treriksröset. Den gällande gränsen fastställdes i Strömstadstraktaten 1751.

## Geografi
En del av gränsen följer vattendelare. Från Dalarna och norrut följer gränsen oftast vattendelaren mellan älvar som rinner till hav väster om Sverige och älvar som rinner till Östersjön. Klarälvens och Hårkans övre lopp tillhör mestadels Norge. I Värmland och Dalsland går gränsen mellan i huvudsak längs vattendelaren mellan Klarälven/Göta älvs och Glomma/Haldenvassdragets avrinningsområden, men också tvärs över sjöar och öar i dem, och längs vissa vattendrag. Även längre norrut avviker gränsen ibland från vattendelaren, så att Rogen tillhör Sverige och Lierne tillhör Norge fast de ligger på andra sidan vattendelaren.
I Sverige går gränsen vid länen från söder till norr: Västra Götaland, Värmland, Dalarna, Jämtland, Västerbotten och Norrbotten. Nordligaste gränspunkten är Treriksröset, som också är gräns mot Finland.
I Norge går gränsen vid fylkena från söder till norr: Østfold, Akershus, Innlandet, Trøndelag, Nordland och Troms.

## Historik
Gränsen drogs om flera gånger på grund av krig; vid freden i Brömsebro (1645), freden i Roskilde (1658) och freden i Köpenhamn (1660). I Nasselbackatraktaten 1661 om gränsen mellan Bohuslän och Norge gjordes en beskrivning av naturformationer som gränsen passerade, men gränsrösen byggdes inte då. Efter undertecknande av Strömstadstraktaten 1751, byggdes 1752-1765 gränsrösen längs resten av gränsen. På gränssträckan mellan Bohuslän och Norge byggdes gränsrösen först 1835.

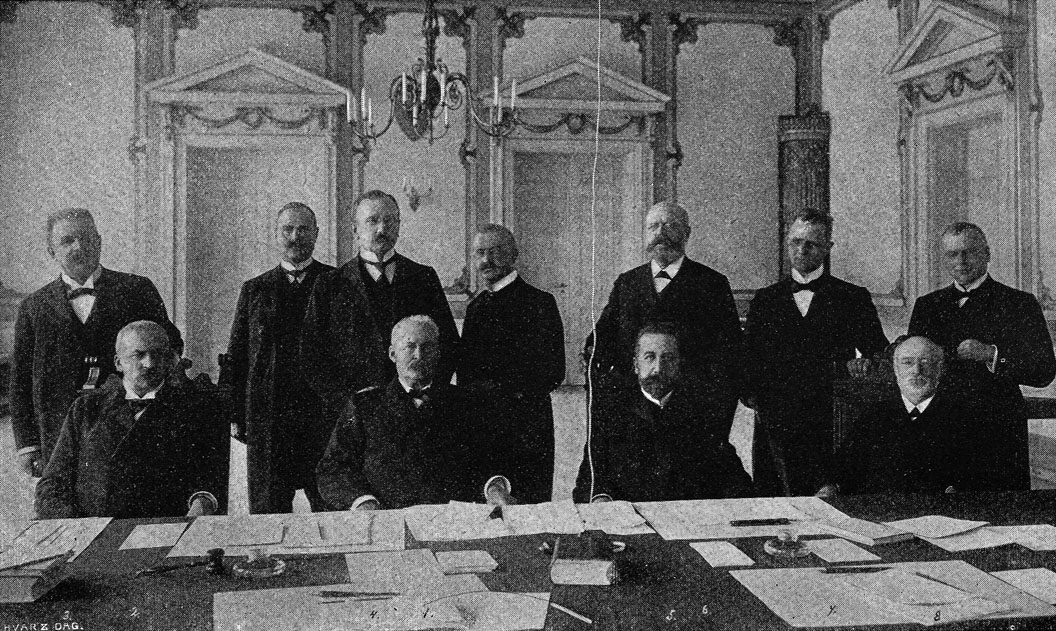
Karlstadskonferensen (1905).

Efter freden i Kiel (1814) och konventionen i Moss (1814) skapades svensk–norska unionen, och gränsen blev nu en gräns mellan två unionspartner. Vid Karlstadskonferensen 1905 som ledde till unionsupplösningen samma år kom länderna överens om att inrätta en 30 kilometer bred demilitariserad zon längs gränsen. Denna demilitariserade zon existerande ända till 1992.
Under andra världskriget, i samband med Tysklands ockupation av Norge, flydde många norrmän över gränsen till det neutrala Sverige. Regleringen av norska invandrare var strikt mellan 1940 och 1941; flera förmodade flyktingar avvisades.
Den senaste revideringen av gränsen mellan Sverige och Norge skedde i november 2023 då en 500 kvadratmeter stor yta överfördes Sverige från Norge. Detta efter att en bäck i Aremark förflyttas till väster vid en översyn av gränsen sedan den senaste översynen. 

## Riksrösen och fredsmonument
Längs gränsen finns över 200 numrerade stenrösen, kallade riksrösen, som började uppföras på 1750-talet.
Vid riksröse nr 67 passerar gränsen rakt igenom ett 18 m högt fredsmonument, beläget mellan landsvägen (riksväg 61/riksväg 2) och järnvägen (Värmlandsbanan/Kongsvingerbanen) och som restes 1914 av svenska och norska fredsvänner till minne över att det då var 100 år av fred mellan de båda nationalstaterna.

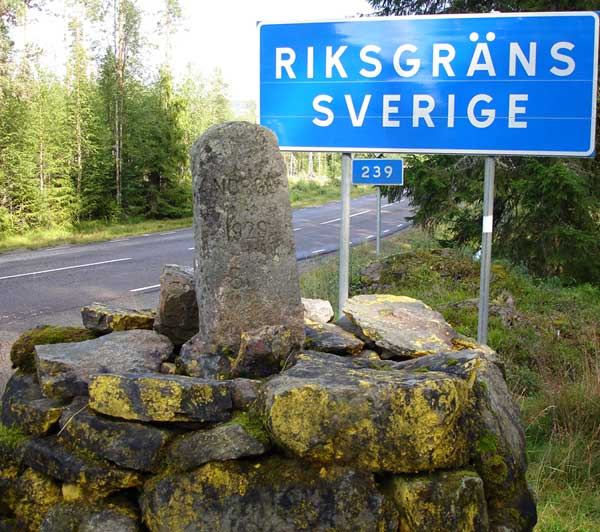
Riksröse 81A.
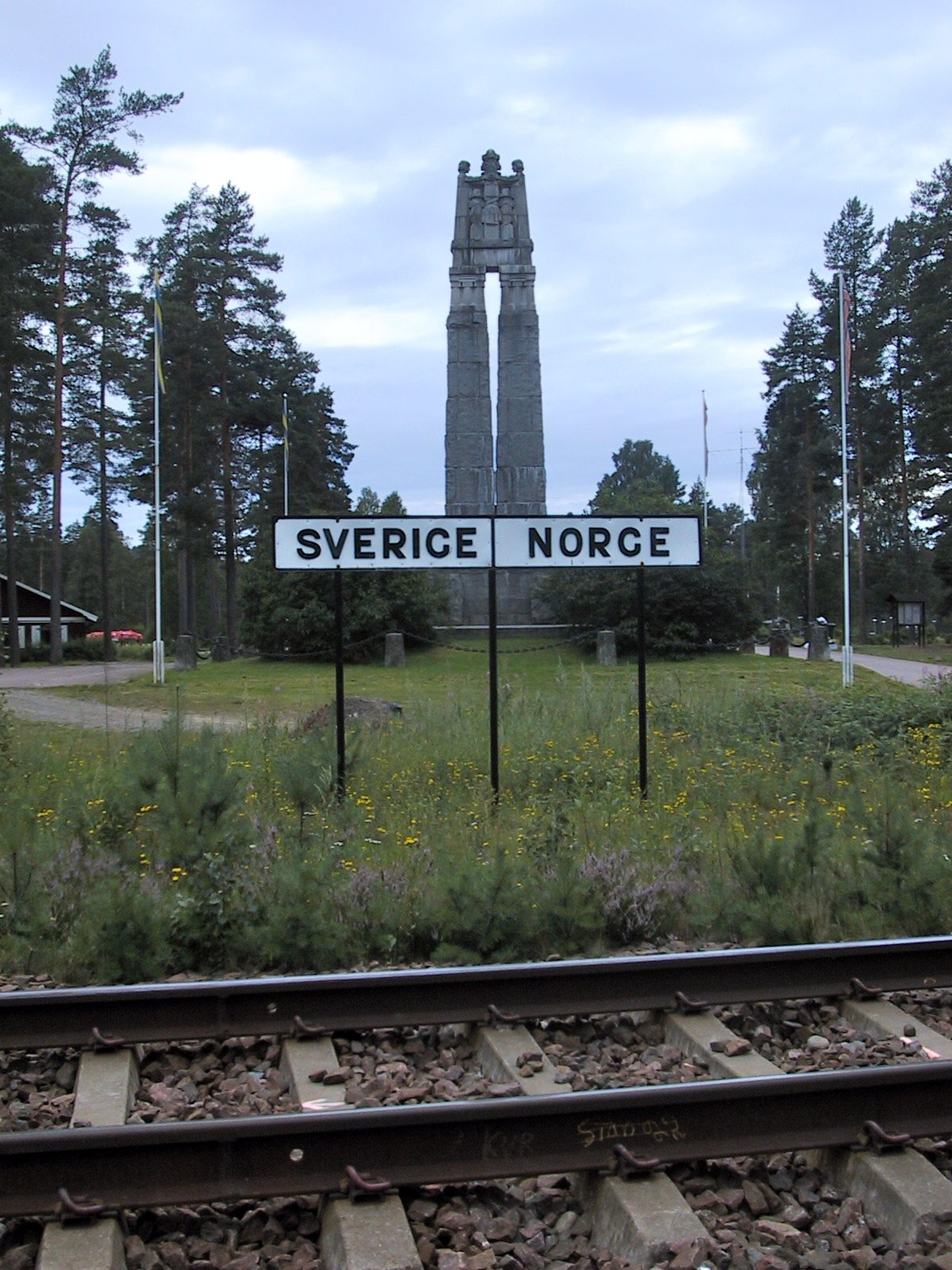
Fredsmonumentet i Eda från 1914.

## Biologiskt utbyte
Djur, såsom varg och brunbjörn, är kända för att korsa gränsen. Då befolkningen vid gränsen är liten startade Norge och Sverige år 2000 projektet Skandulv som administreras av Norsk institutt for naturforskning, Høgskolen i Hedmark och Sveriges lantbruksuniversitet.
1971 vandrade en flock myskoxar från Dovrefjell i Norge över riksgränsen till Härjedalen i Sverige.

## Transport
Det finns fyra järnvägar som korsar gränsen: vid Riksgränsen (Ofotbanen och Malmbanan), Storlien (Meråkerbanen och Mittbanan), Charlottenberg (Kongsvingerbanen och Värmlandsbanan) samt Kornsjø (Østfoldbanen och Norge/Vänerbanan). Alla fyra linjerna trafikeras av både passagerar- och godståg. Det är små skillnader i standarder inom de båda ländernas järnvägstrafik, och de flesta tåg som kan gå i det ena landet kan också gå i det andra. Till exempel är det samma spårvidd och elspänning.
Den 15 juni 1946 invigdes Svinesundsbron, en bilbro som numera kallas för den Gamla Svinesundsbron efter att den 10 juni 2005 som transportled ha ersatts med en ny bro med samma namn.
Busslinjer som korsar gränsen finns längs E 6 (Gränspendeln och expressbuss), E 18 (expressbuss), E 10 (länstrafik), och mellan Charlottenberg och Kongsvinger (Timekspressen linje 2). Mellan Strömstad och Sandefjord går färjor.

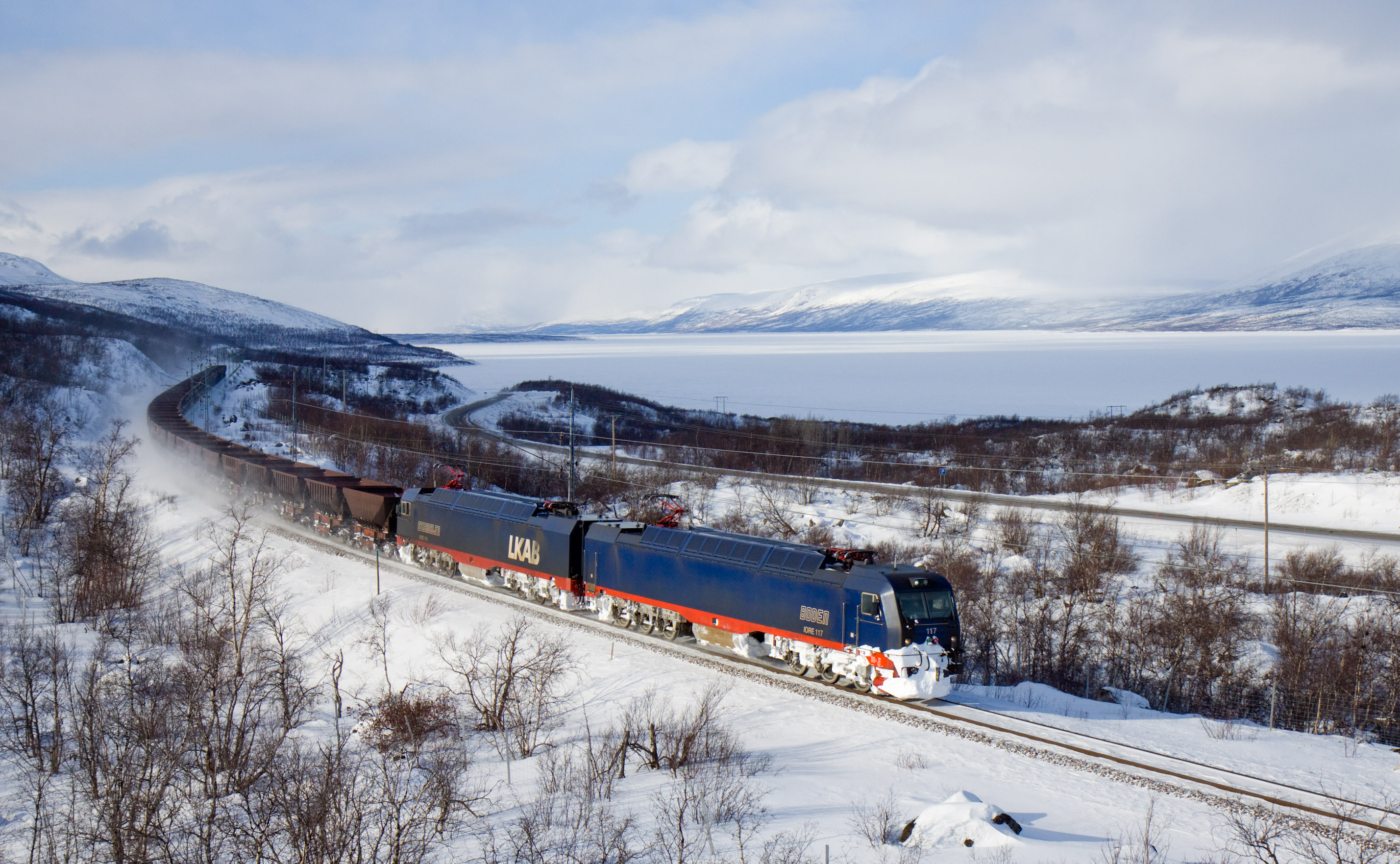
Godståg på Malmbanan.
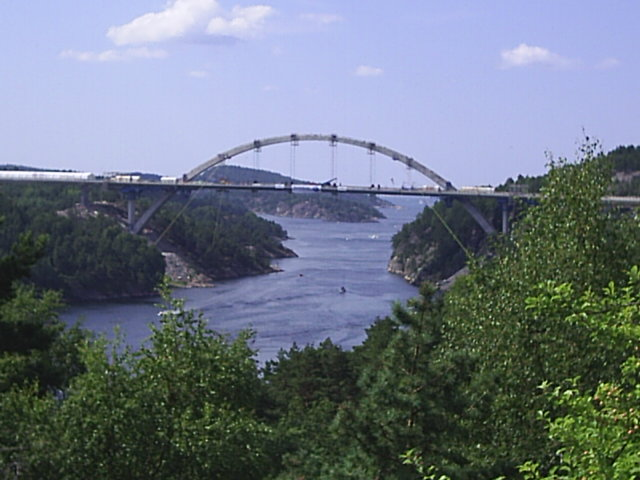
Svinesundsbron.
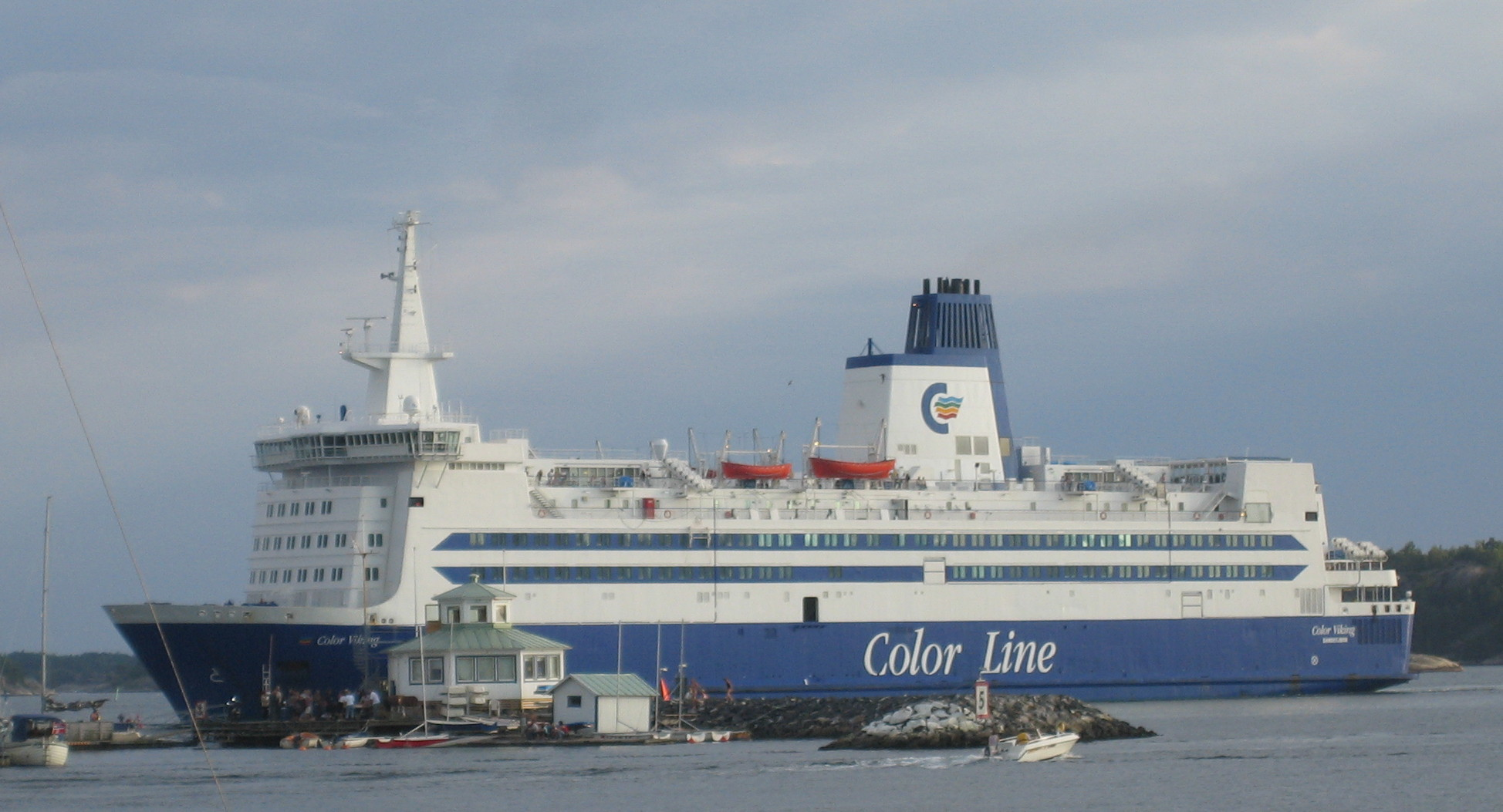
M/S Color Viking går mellan Strömstad och Sandefjord.

## Gränspassager
Båda länderna deltar i Schengensamarbetet och Nordiska passunionen, och därmed saknas systematiska personkontroller. Tullkontroller förekommer däremot. Dessa utförs av norska Tollvesenet och svenska Tullverket. Det finns ett samarbete, så att en tullstation kan klarera och kontrollera fordon i båda riktningar. Många vägar som inte har tullstation korsar gränsen (inklusive väg E16), men där får bara fordon utan varor att deklarera passera. De övervakas via video och tillfälliga kontroller. Lastbilar får normalt inte använda sådana övergångar alls, men transportföretag kan få tillstånd att använda dem, även med last, och då deklareras lasten elektroniskt.
Redan 1957 började man samarbeta så norska myndigheter tog hand om vissa gränsstation och svenska myndigheter andra. 1959 formaliserades samarbetet, vilket ledde till en lag den 18 december (SFS 1959:590), en förordning (SFS 1959:591) och en föreskrift från Generaltullstyrelsen den 30 december (TFS 1959:255). 

### Korsande allmänna vägar
| Bild | Svenskt vägnamn | Norskt vägnamn | Län/ Fylke               | Kännetecken                                                                      | Tullstation                                            | Position                                            | Trafikmängd |
| ---- | --------------- | -------------- | ------------------------ | -------------------------------------------------------------------------------- | ------------------------------------------------------ | --------------------------------------------------- | ----------- |
|      | E10             | E10            | Norrbotten/ Nordland     | Norsk bom                                                                        | norsk station 100 m in på svensk sida                  | 68°26′07″N 18°06′24″Ö / 68.43521°N 18.10675°Ö       | 1140        |
|      | Riksväg 95      | Riksväg 77     | Norrbotten/ Nordland     | Svensk bom                                                                       | 10 km in på norsk sida                                 | 66°45′18″N 15°50′04″Ö / 66.75513°N 15.83451°Ö       | 338         |
|      | E12             | E12            | Västerbotten/ Nordland   | Gränssten                                                                        | I Tärnaby, 74 km från gränsen                          | 66°08′08″N 14°35′29″Ö / 66.13548°N 14.5913°Ö        | 680         |
|      | Länsväg AC 1116 | Riksväg 73     | Västerbotten/ Nordland   | Bom                                                                              | I Tärnaby, 40 km från gränsen                          | 65°40′55″N 14°32′13″Ö / 65.68186°N 14.53705°Ö       | 460         |
|      | Länsväg AC 1088 | Fylkesväg 7346 | Västerbotten/ Nordland   | Kallas Sagavägen                                                                 | Nej                                                    | 65°26′51″N 14°30′01″Ö / 65.4476°N 14.5004°Ö         | 100         |
|      | Länsväg Z 828   | Fylkesväg 7024 | Jämtland/ Trøndelag      |                                                                                  | Nej                                                    |                                                     | 150         |
|      | Länsväg Z 820   | Fylkesväg 7012 | Jämtland/ Trøndelag      |                                                                                  | Nej                                                    |                                                     | 70          |
|      | Länsväg Z 821   | Fylkesväg 7012 | Jämtland/ Trøndelag      |                                                                                  | Nej                                                    |                                                     | 110         |
|      | Länsväg Z 821   | Fylkesväg 7012 | Jämtland/ Trøndelag      |                                                                                  | Nej                                                    |                                                     | 110         |
|      | Länsväg 342     | Fylkesväg 74   | Jämtland/ Trøndelag      |                                                                                  | Nej                                                    |                                                     | 410         |
|      | Länsväg Z 692   | Fylkesväg 7020 | Jämtland/ Trøndelag      |                                                                                  | Nej                                                    |                                                     | 60          |
|      | Länsväg 340     | Fylkesväg 765  | Jämtland/ Trøndelag      |                                                                                  | Nej                                                    |                                                     | 220         |
|      | Länsväg 336     | Fylkesväg 72   | Jämtland/ Trøndelag      |                                                                                  | Nej                                                    |                                                     | 60          |
|      | Länsväg 322     | Fylkesväg 72   | Jämtland/ Trøndelag      |                                                                                  | Nej                                                    |                                                     | 540         |
|      | E14             | E14            | Jämtland/ Trøndelag      | Nationell hastighetsskylt i Norge                                                | 3 km in på svensk sida                                 | 63°20′10″N 12°03′34″Ö / 63.33624°N 12.05934°Ö       | 2100        |
|      | Riksväg 84      | Fylkesväg 31   | Jämtland/ Trøndelag      |                                                                                  | 2 km in på norsk sida                                  | 62°38′29″N 12°04′25″Ö / 62.64133°N 12.07352°Ö       | 500         |
|      | Länsväg W 1059  | Fylkesväg 221  | Dalarna/ Innlandet       |                                                                                  | Nej                                                    |                                                     | 90          |
|      | Riksväg 70      | Fylkesväg 218  | Dalarna/ Innlandet       | Gränssten                                                                        | Nej                                                    | 61°52′16″N 12°10′58″Ö / 61.87118°N 12.18267°Ö       | 290         |
|      | Länsväg W 1056  | Fylkesväg 2170 | Dalarna/ Innlandet       |                                                                                  | Nej                                                    |                                                     | 90          |
|      | Riksväg 66      | Riksväg 25     | Dalarna/ Innlandet       | Nationell hastighetsskylt i Sverige                                              | 18 km in på norsk sida                                 | 61°16′00″N 12°50′13″Ö / 61.26665°N 12.83698°Ö       | 400         |
|      | Länsväg W 1047  | Fylkesväg 2168 | Dalarna/ Innlandet       |                                                                                  | Vid Riksväg 25                                         |                                                     | 410         |
|      | Länsväg W 1048  | Fylkesväg 2166 | Dalarna/ Innlandet       |                                                                                  | Nej                                                    |                                                     | 182         |
|      | Riksväg 62      | Fylkesväg 26   | Värmland/ Innlandet      |                                                                                  | Nej                                                    | 61°02′49″N 12°35′47″Ö / 61.04702°N 12.59632°Ö       | 959         |
|      | Länsväg S 964   | Fylkesväg 206  | Värmland/ Innlandet      |                                                                                  | norsk station i Flisa vid riksväg 2. Beredskapscenter. | 60°41′23″N 12°27′18″Ö / 60.68961°N 12.45493°Ö       | 450         |
|      | Länsväg S 961   | Fylkesväg 2072 | Värmland/ Innlandet      |                                                                                  | Nej                                                    |                                                     | 70          |
|      | Länsväg S 947   | Fylkesväg 201  | Värmland/ Innlandet      |                                                                                  | Nej                                                    |                                                     | 220         |
|      | Länsväg S 950   | Fylkesväg 2018 | Värmland/ Innlandet      |                                                                                  | Nej                                                    |                                                     | 70          |
|      | E16             | E16            | Värmland/ Innlandet      |                                                                                  | Nej, nedlagd station 7 km in på svensk sida            | 60°15′21″N 12°30′48″Ö / 60.25586°N 12.51347°Ö       | 520         |
|      | Länsväg S 869   | Fylkesväg 1992 | Värmland/ Innlandet      |                                                                                  | Nej                                                    |                                                     | 70          |
|      | Länsväg S 863   | Fylkesväg 1998 | Värmland/ Innlandet      |                                                                                  | Nej                                                    |                                                     | 230         |
|      | Riksväg 61      | Riksväg 2      | Värmland/ Innlandet      | Fredsmonument Gränsröse nr 67 Nationsskyltar                                     | Svensk Tullstation i Eda.                              | 59°55′51″N 12°14′26″Ö / 59.93089°N 12.24061°Ö       | 8100        |
|      | Länsväg S 631   | Fylkesväg 1990 | Värmland/ Innlandet      |                                                                                  | Nej                                                    |                                                     | 120         |
|      | Länsväg S 611   | Fylkesväg 126  | Värmland/ Akershus       |                                                                                  | Nej                                                    |                                                     | 310         |
|      | E18             | E18            | Värmland/ Østfold        | Nationsskylt                                                                     | på båda sidor gränsen                                  | 59°29′14″N 11°44′56″Ö / 59.48728°N 11.74897°Ö       | 3000        |
|      | Länsväg S 501   | Fylkesväg 1312 | Värmland/ Østfold        |                                                                                  | Nej                                                    |                                                     | 20          |
|      | Länsväg O 2209  | Fylkesväg 106  | Västra Götaland/ Østfold |                                                                                  | Nej                                                    |                                                     | 320         |
|      | Länsväg 166     | Fylkesväg 101  | Västra Götaland/ Østfold | Bro                                                                              | Nej                                                    | 58°56′05″N 11°40′16″Ö / 58.93477°N 11.67104°Ö       | 710         |
|      | Länsväg 165     | Fylkesväg 220  | Västra Götaland/ Østfold | Nationell hastighetsskylt i Sverige                                              | Nej                                                    | 58°52′43″N 11°32′04″Ö / 58.87861°N 11.5344°Ö        | 280         |
|      | Länsväg O 1050  | Fylkesväg 102  | Västra Götaland/ Østfold | Nationsskyltar Gränsröse DA Enda vägövergången där Norge ligger öster om Sverige | Nej                                                    | 58°56′39.9″N 11°27′41.1″Ö / 58.944417°N 11.461417°Ö | 170         |
|      | Länsväg O 1040  | Fylkesväg 118  | Västra Götaland/ Østfold | Gamla Svinesundsbron                                                             | Nej                                                    | 59°05′52″N 11°16′15″Ö / 59.09766°N 11.27080°Ö       | 4800        |
|      | E6              | E6             | Västra Götaland/ Østfold | Svinesundsbron, Motorväg                                                         | på båda sidor gränsen                                  | 59°05′40″N 11°15′06″Ö / 59.0944°N 11.25178°Ö        | 8500        |

### Fotnoter
1. ↑  ”Oversikt over geografiske forhold”. Statistics Norway. Arkiverad från originalet den 1 januari 2009. https://web.archive.org/web/20090101095708/http://www.ssb.no/aarbok/geografi.html. Läst 1 november 2010.
2. ↑  ”Tärna församling”. Arkiverad från originalet den 29 oktober 2013. https://web.archive.org/web/20131029191447/http://www.tarnaforsamling.se/tarnaforsamling/extern/historik.htm. Läst 25 september 2011.
3. ↑  Sällsamheter i Bohuslän och Dalsland, Edvard Matz, sida 165f
4. ↑  Riksdagsförvaltningen. ”Proposition om upphävande av 1905 års konvention mellan Sverige och Norge angående neutral zon, befästningars nedläggande m.m. 1992/93:164”. www.riksdagen.se. https://www.riksdagen.se/sv/dokument-lagar/dokument/proposition/om-upphavande-av-1905-ars-konvention-mellan_GG03164. Läst 13 februari 2017.
5. ↑  Grimnes, Ole Kristian (1995). ”Sverige, Norges forhold til”. i Dahl, Hans Fredrik. Norsk krigsleksikon 1940-45. Oslo: Cappelen. http://mediabase1.uib.no/krigslex/s/s9.html. Läst 3 november 2010. ”Arkiverade kopian”. Arkiverad från originalet den 24 juli 2011. https://web.archive.org/web/20110724185707/http://mediabase1.uib.no/krigslex/s/s9.html. Läst 25 september 2011.
6. ↑  Mall:Webb
7. ↑  visf.com Arkiverad 22 februari 2014 hämtat från the Wayback Machine.
8. ↑  ”Hva er SKANDULV?” (på norska). Skandulv. Arkiverad från originalet den 24 juli 2011. https://web.archive.org/web/20110724181735/http://skandulvny.nina.no/OmSKANDULV/tabid/2335/Default.aspx#skandulv. Läst 3 november 2010.
9. ↑  ”Deltakende institusjoner” (på norska). Skandulv. Arkiverad från originalet den 24 juli 2011. https://web.archive.org/web/20110724182035/http://skandulvny.nina.no/OmSKANDULV/Deltakendeinstitusjoner.aspx. Läst 3 november 2010.
10. ↑  ”Banestrekninger”. Jernbaneverket. Arkiverad från originalet den 24 november 2010. https://web.archive.org/web/20101124053047/http://www.jernbaneverket.no/no/Jernbanen/Banestrekninger1/. Läst 1 november 2010.
11. ↑  ”Gamla Svinesundsbron”. http://www.vegvesen.no/_attachment/66694/binary/27805. Läst 25 september 2011.
12. ↑  ”Sjöfartsverket”. http://www.sjofartsverket.se/Om-oss/Organisation/Sjotrafikavdelningen/Vastkustens-sjotrafikomrade/Broar-/. Läst 25 september 2011.[död länk]
13. ↑  http://resrobot.se/
14. ↑   ”Rutetabeller Hedmark”. Arkiverad från originalet den 23 juni 2013. https://archive.is/20130623230707/http://www.hedmark-trafikk.no/Rutetabeller.html. Läst 14 juni 2013.
15. ↑  ”Västkustsemester”. Arkiverad från originalet den 26 juli 2012. https://web.archive.org/web/20120726192328/http://www.vastkustsemester.se/bohuslan/stromstad/aktiviteter/color-line-faerja-stroemstad-sandefjord.html. Läst 25 september 2011.
16. ↑  ”Travelling to Norway”. Norwegian Customs and Excise Authorities. Arkiverad från originalet den 16 november 2010. https://web.archive.org/web/20101116122042/http://www.toll.no/templates_TAD/Newsitem.aspx?id=146536&epslanguage=en. Läst 1 november 2010.
17. ↑  Trafiktillstånd för transporter mellan Sverige och Norge Arkiverad 13 september 2016 hämtat från the Wayback Machine.
18. ↑  Blix, Hans (1964). Statsmyndigheternas internationella förbindelser. Stockholm: Norstedts. sid. 76-79
19. 1 2 3  Google Maps för respektive koordinat
20. 1 2  Google Street View för respektive koordinat
21. ↑  Se Transportnatverket NVDB på webb (per dygn, läst 2020-03-16) (sök på "ÅDT totaltrafik", klicka på ↑i)